# تومي فورد
تومي فورد (بالإنجليزية: Tommy Ford)‏ هو متزحلق جبال الألب أمريكي، ولد في 20 مارس 1989 في بيند في الولايات المتحدة.

## وصلات خارجية
- تومي فورد على موقع الاتحاد الدولي للتزلج (التزلج على المنحدرات الثلجية) (الإنجليزية)
- تومي فورد على موقع اللجنة الأولمبية الدولية (الإنجليزية)
- تومي فورد على موقع أوليمبيديا (الإنجليزية)
- تومي فورد على موقع اللجنة الأولمبية والبارالمبية الأمريكية (الإنجليزية)